# استان پزارو و اوربینو

استان پزارو و اوربینو (به ایتالیایی: Provincia di Pesaro and Urbino) از استان‌های کشور ایتالیا است. استان پزارو و اوربینو در مرکز این کشور قرار دارد. مرکز این استان شهر پزارو و اوربینو و زیرمجموعه ناحیه مارکه می‌باشد. مساحت این استان ۲٬۵۶۴٫۲۱ کیلومتر مربع و جمعیت آن ۳۶۴٬۸۹۶ نفر است.